# Dr. Feelgood (zespół muzyczny)
Dr. Feelgood – brytyjski zespół rockowy i bluesowy, założony w r. 1971. Liderem zespołu był Lee Brilleaux aż do śmierci w r. 1994. Najwyższą pozycją na brytyjskiej liście przebojów była piosenka Milk and Alcohol, zajmując w r. 1979 dziewiąte miejsce. Tytuł pierwszego singla zespołu, Roxette, posłużył szwedzkiemu zespołowi Roxette jako nazwa grupy. 

## Historia
Zespół został założony w 1971 przez Lee Brilleuxa i Johna B. Sparksa, którzy wcześniej grali w amatorskich zespołach bluesowych na Canvey Island. Nazwę zaczerpnęli z piosenki zespołu Johnny Kidd & the Pirates. Grupa od początku grała staromodnego rhythm and blues i rocka. Po uzyskaniu popularności wydali w 1974 swoją pierwszą płytę Down by the Jetty. Dwa lata później wydali następny album, Malpractice, będący zarazem ich pierwszym albumem amerykańskim. Płyta znalazła się w pierwszej 20 brytyjskiej listy przebojów. Kolejna płyta, Stupidity, ukazała się w roku 1976 i znalazła się na szczycie listy przebojów. Następny album wydany w USA, Sneakin' Suspicion był zarazem ich ostatnim. 
W 1982 grupę opuścili John Martin i Pat McMullen.
W kwietniu 1994, trzy miesiące po nagraniu albumu Down at the Doctor's, zmarł na raka założyciel i główny wokalista zespołu Lee Brilleux,.